# 孔多里尼山 (秘魯)
16°27′35″S 70°18′42″W / 16.45972°S 70.31167°W
孔多里尼山（Kunturini），是秘魯的山峰，位於該國南部莫克瓜大區和普諾大區，由喬哈塔區、卡魯馬斯區和皮查卡尼區負責管轄，屬於安地斯山脈的一部分，海拔高度4,600米。